# Frederick M. Smith
Frederick Madison Smith (Plano, Illinois; 21 de enero de 1874 - Independence, Misuri; 20 de marzo de 1946), generalmente conocido entre sus seguidores como "Fred M.", fue un dirigente religioso americano, autor y el tercer Profeta-Presidente de la Iglesia Reorganizada de Jesucristo de los Santos de los Últimos Días (rebautizados como la Comunidad de Cristo en 2001), sirviendo desde 1915 hasta su muerte.
El abuelo paterno de Smith fue Joseph Smith, Jr., el fundador del Movimiento Santos de los Últimos Días, y su padre fue Joseph Smith  III, el primer presidente después de la "Reorganización" de la Iglesia. Fue el primer licenciado de Graceland University, Fred M. obtuvo un doctorado en psicología en Clark University en 1916, destacándolo como uno de los más educados miembros de la iglesia en su tiempo.
El liderazgo de Smith fue controvertido. Un biógrafo le ha llamado “un hombre de paradoja”  y “uno de las figuras más controvertidas en la historia de Reorganización.” Su presidencia vio a la iglesia iniciar una serie de proyectos importantes, pero la vio también afectada por la controversia sobre qué llegó a ser conocido como el “Supremo Control Direccional.”

## Biografía
Fred M. Era uno de los nueve hijos de Joseph Smith III y su segunda mujer, Bertha Madison Smith. Nació el 21 de enero de 1874, en Plano, Illinois, y fue bautizado el 20 de julio de 1883.
Resumen de su educación:
- 1895 educado en la Academia de la Ciudad del Iowa
- 1896 Universidad de Iowa
- 1898 Licenciado de Graceland University — el primer licenciado de esta universidad
- 1911 Una maestría de la Universidad de Kansas
- 1916 Un doctorado de la Universidad de Clark

El 3 de agosto de 1897, Smith se casó con Alice Lyman Cobb (fallecida el 4 de mayo de 1926).
En 1915 empezó a participar en ceremonias con el cactus peyote (Lophophora williamsii) con los omaha y cheyenes y años más tarde escribió un artículo en el Saints Herald titulado A trip among the Indians of Oklahoma promoviendo su uso, no obstante la prohibición del alcohol entre los miembros de la Iglesia.

## Sucesión en la Presidencia
Fred M. Smith llegó a ser consejero en la primera Presidencia de la iglesia Reorganizada de Jesucristo de los Santos de los Últimos Días, en 1902.  Cuando la salud de su padre declinó, Fred M. asumió responsabilidades más y más grandes en la administración de la iglesia y sus instituciones auxiliares. Joseph Smith III murió el 10 de diciembre de 1914, y Fred M. fue ordenado como el nuevo Profeta-Presidente la primavera siguiente, el 5 de mayo de 1915.

## Sion y el Evangelio Social
Smith fue conocido por su interés en aplicar los principios de los nuevos campos emergentes de la sociología y el bienestar social al pensamiento de la Iglesia en los principios y doctrina de Sion. Smith fue influido por el movimiento del Evangelio Social contemporáneo, el cual intentaba aplicar la ética cristiana a los problemas sociales, incluyendo la justicia social, el cuidado de salud, y el cuidado de los pobres, huérfanos, y ancianos. En términos amplios, Smith sentía la necesidad de dirigir estos temas como parte de la llamada global para “construir Sion.”  De este modo él tanto abrazó como modernizó la visión de su abuelo, Joseph Smith Jr., de construir una ciudad literal de Sion en Independence, Misuri.
Para cumplir su visión, Smith inició un número de programas ambiciosos, incluyendo la construcción del Auditorio, expandió el Sanatorio de Independence (más tarde conocido como Hospital regional de Independence), la construcción de una casa de reposo para ancianos en Independence, originalmente conocida como “Resthaven” (ahora “el Groves”), y una cooperativa agrícola planeada en Atherton, Misuri.
Como parte de su programa de modernización, Smith fue un temprano aficionado radiofónico. En 1924, la estación radiofónica de la Iglesia Reorganizada de Jesucristo de los Santos de los Últimos Días, conocida como KFIX (más tarde KLDS), llegó a ser la primera estación radiofónica propiedad de la iglesia en los Estados Unidos en ser autorizada.
Él también presidió durante los difíciles años de depresión qué paralizó o detuvo muchos de sus proyectos, cuando la iglesia afrontó asuntos de deuda financiera importante.

## Supremo Control Direccional
Él estuvo involucrado en una controversia sobre el Supremo Control Direccional de la Iglesia que llevó a una pérdida significativa de membresía. Smith fue el primer presidente de la iglesia en entregar un aviso de renuncia.  Aun así, la Conferencia General a la cual entregó su dimisión, rechazó aceptarla.
Murió en 1946, y fue sucedido por su hermano, Israel Alexander Smith.
La Biblioteca Frederick Madison Smith es una de las dos bibliotecas que pertenecen a Graceland University, y está localizado en su campus de Lamoni. Abrió en 1966.